# Душан Вујановић
Душан Вујановић (село Бргуле, 1887 — Ваљево, 1945) био је земљорадник и учесник два балканска рата, као и Првог и Другог светског рата. Носилац је Сребреног војничког ордена Карађорђеве звезде са мачевима, Албанске споменице, као и још неколико одликовања и признања.

## Биографија
Рођен је у имућној сеоској породици, од оца Радомира и мајке Милеве, пољопривредних произвођача. По завршетку основне школе остао је у селу и помагао родитељима у обављању свакодневних сеоских послова. Био је висок, крупан и лепо грађен човек. Пошто се оженио Дикосавом Симић из суседног Радљева, прешао је да живи у кућу њених родитеља која је такође била имућна.
Вујановић је учествовао у свим ратовима од 1912. до 1918. године и био је храбар и сналажљив. Са српском војском прешао је Албанију и борио се на Солунском фронту. За почињене подвиге одликован је Сребрним војничким орденом Карађорђеве звезде са мачевима. У тим ратовима учествовао је и његов брат Војислав (1884-1945), па су оба поред споменица за учешће у балканским и Првом светском рату имали и Албанске споменице. Између два светска рата у политичком погледу припадао је Демократској странци, али није испољавао неку запаженију активност у истој.
После погибије Жикице Јездимировића, Скојевца и партизана из Каленића, његови ратни другови су извели одмазду над неколико жандармима из Радљева, погубивши их. Након овог догађаја, немачка команда из Лајковца шаље своју казнену експедицију у Радљево, чије су снаге стрељале неколико људи, а потом им запали куће. Међу запаљеним домаћинствима била је и Душанова кућа, вршалица и жито. После тога он се определи за четнички покрет Драже Михаиловића. Ови га, као старог ратника, доброг домаћина и угледног човека изаберу за председника Равногорског одбора у Радљеву. Ову позицију је искористио за прогон неких припаднике и симпатизере партизанског покрета. Након што су партизани заузели Ваљево, Вујановић је 1945. године ухапшен и стрељан. Заједно са њим ухапшен је и стрељан и његов брат Војислав, службеник у Радљевској општини у време Недићеве владе. Обојици је конфискована целокупна имовина.
У браку са Дикосавом имао је два сина, Владана и Пауна, као и две кћери, Гину и Негосаву. Владан је по ослобођењу био припаник Народне милиције, па је погинуо у једној сачекуши одметнутих четника након рата. Паун (1925-1983) је био пољопривредни произвођач у месту рођења.